# Monte Tovo
Il Monte Tovo è una montagna delle Alpi Biellesi alta 2.230 m.
Si trova tra la Valle Cervo e la conca di Oropa ed interessa i comuni di Biella e Campiglia Cervo oltre che un'isola amministrativa del comune di Andorno Micca.

## Descrizione

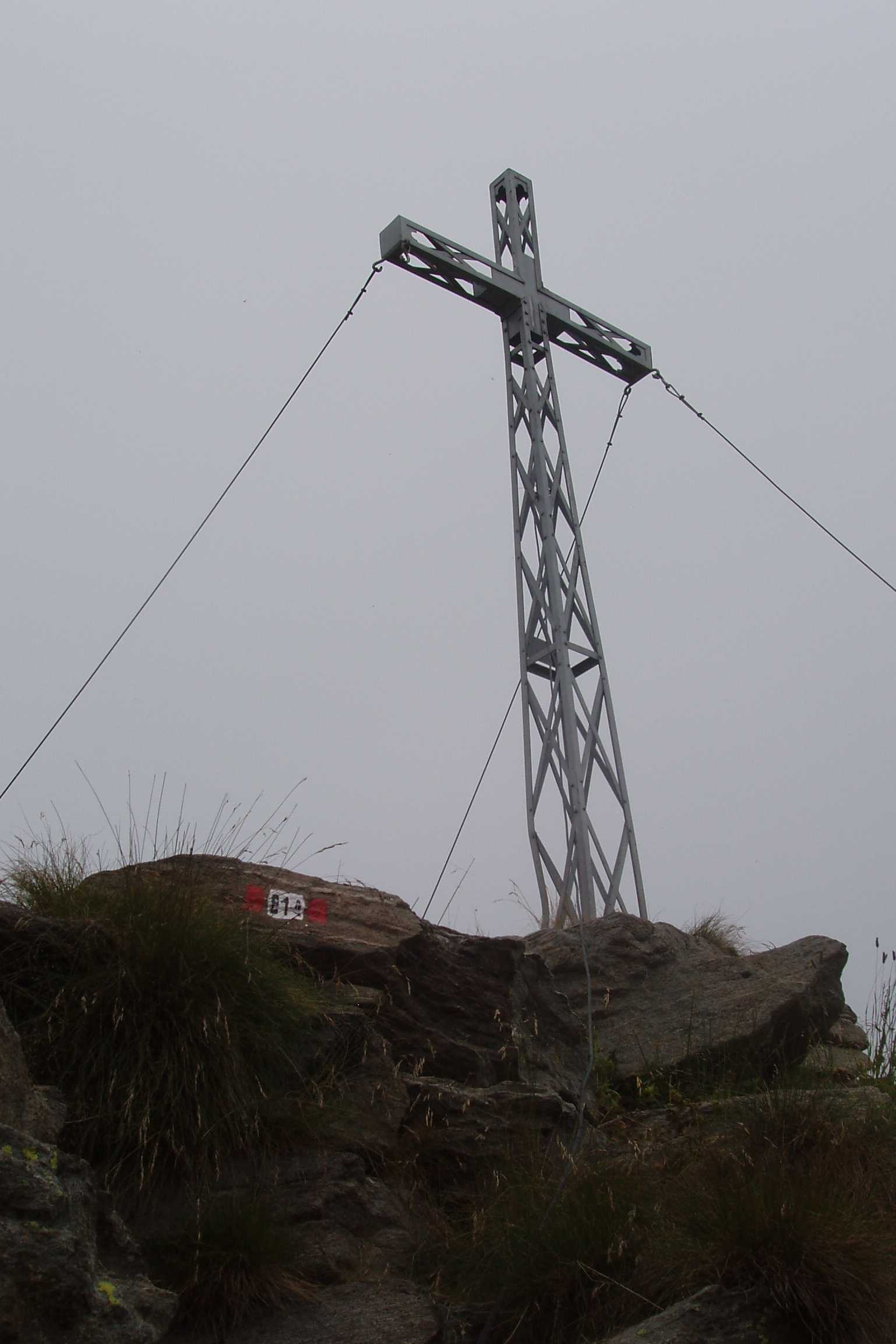
Croce di vetta

È l'ultima elevazione che supera quota duemila sul crinale che divide la Valle Cervo dalla conca di Oropa; 
è separato dal vicino Monte Camino dalla Bocchetta della Finestra (2.043 m). 
Oltre ad un versante meridionale rivolto verso la conca di Oropa presenta un versante nord-orientale che guarda verso il santuario di San Giovanni d'Andorno ed uno nord-occidentale appartenente al vallone del Torrente Pragnetta.
Situato in provincia di Biella, è una montagna generalmente erbosa di forma grossomodo conica sulla quale emergono fasce di gneiss.

In vetta si trova un'alta croce metallica.

## Alpinismo e sci

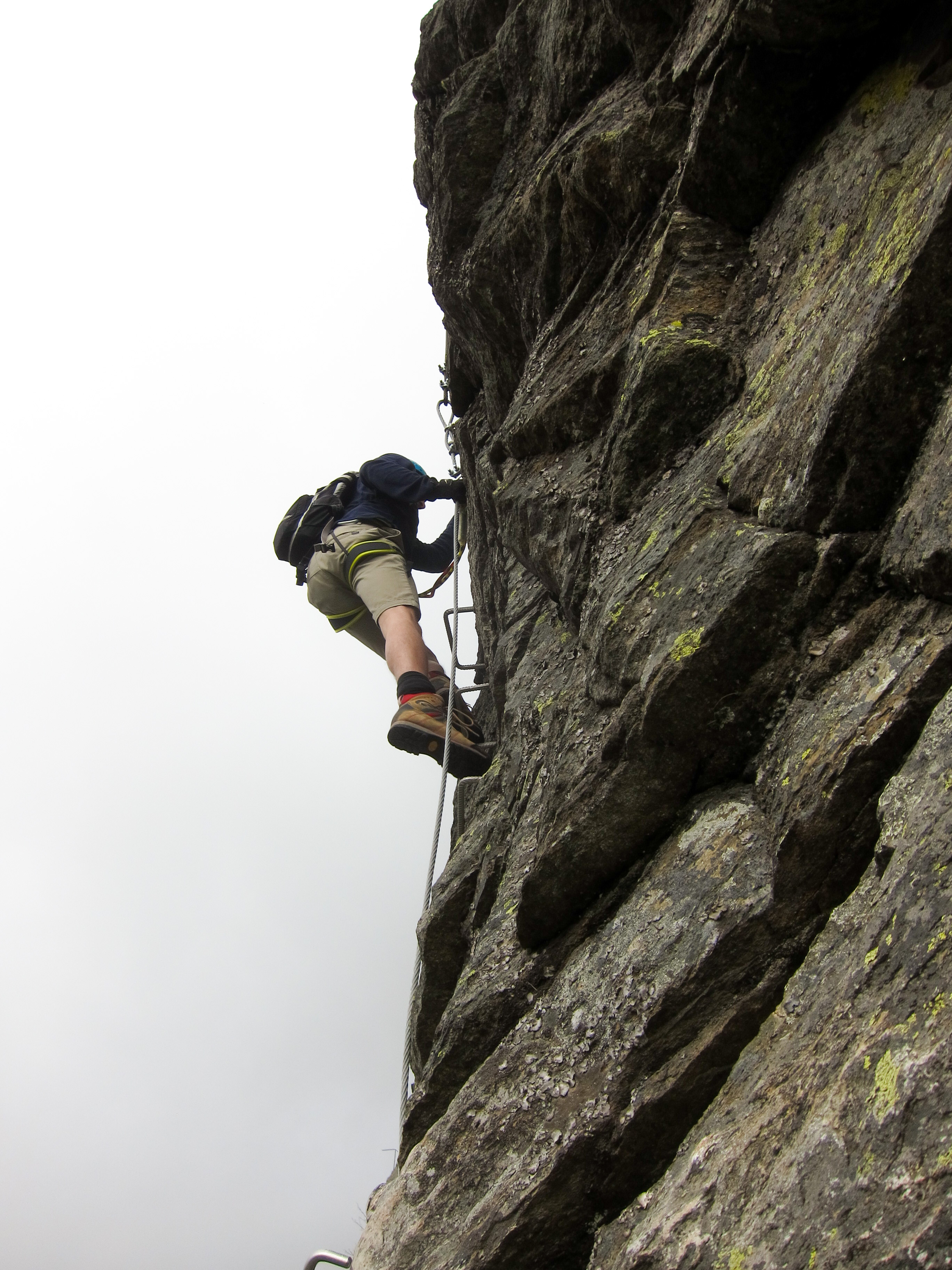
Un alpinista durante l'ascesa alla via ferrata Nito Staich

Il Tovo è una meta di interesse escursionistico e sci-alpinistico; sul versante che guarda alla conca di Oropa esiste inoltre una impegnativa via ferrata realizzata dalla Provincia di Biella e dedicata a Nito Staich. La via di accesso più comoda per gli escursionisti è la traccia di sentiero che transita dalla Bocchetta della Finestra salendo dal Rifugio Rosazza, a sua volta facilmente raggiungibile da Oropa a piedi o con la cabinovia. Sul versante meridionale del Tovo si svolge Vertikaltovo, una gara di corsa in montagna giunta nel 2022 alla sesta edizione. Il precorso ha uno sviluppo di poco meno di 3 km e un dislivello positivo di circa mille metri. La partenza avviene dal piazzale Busancano, presso il Santuario di Oropa.